# Spic en span
Spic en span is een (oude) Nederlandse uitdrukking die zoiets betekent als geheel schoon en opgeruimd. In sommige gevallen betekent het tot in de puntjes verzorgd. Soms wordt de uitdrukking foutief gespeld als spik en span.

## Uitdrukking
De uitdrukking komt al voor in de Engelse taal sinds 1570 als spick and span new.
De Oxford Dictionary schrijft over de beide uitdrukkingen het volgende (naar het Nederlands vertaald):
De Engelsen hebben het woord spiksplinternieuw via de scheepvaart vanuit het Nederlands meegenomen. Een schip dat net afgebouwd was, had nieuwe spijkers (spiks) en splinters (span, zoals het Nederlandse spaan, in het Engels ook wel trekbalk) en was dus spiksplinternieuw.

## Schoonmaakmiddel
Spic and Span of Spic 'n Span is in de Verenigde Staten een schoonmaakmiddel. In Nederland werd dit middel onder de naam Spic & Span en Spic-Span rond 1922 op de markt gebracht. In de jaren vijftig tot zeventig van de twintigste eeuw werd Spic & Span bij de grootgrutters van toen verkocht.
Met het merk is in Nederland veel geadverteerd waarbij de naam op een ludiek manier werd ingezet. Eerst als twee individuen Spic en Span, later als meneer Spic & Span.

## Trivia
De uitdrukking spic en span is ook te pas en te onpas gebruikt door derden:
- Er is ook stof voor kleding genaamd spic en span (een samenstelling van wol en orlon).
- Een aantal bedrijven in Nederland heeft de uitdrukking verwerkt in de eigen naam. Het gaat dan om schoonmakers en glazenwassers.
- De twee criminele maten van Holleeder, Klepper en Mieremet, werden aangeduid als het duo Spic & Span.
- Het Susterse duo Spik en Span (Jo Huijnen en Niek Dirkx) maakt sinds 2009 carnavals- en Oktoberfest-muziek. Ze wonnen vijf keer het Limburgs Vastelaovesleedjes Konkoer. In augustus geven ze openluchtconcerten (Spik en Span XXL) op de binnenplaats van kasteel Limbricht.[1][2]